# 1683

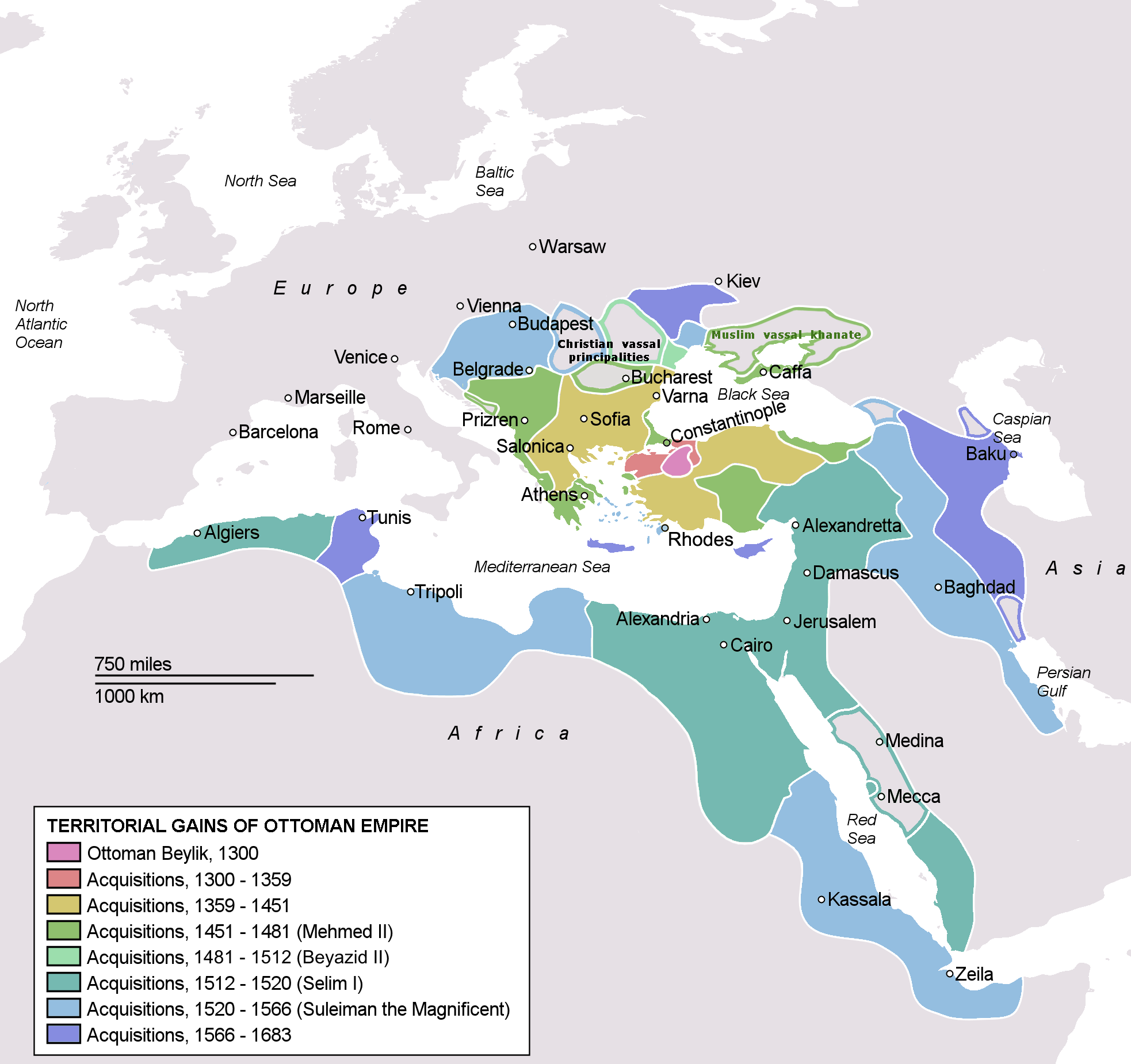
Het Ottomaanse Rijk in 1683

Het jaar 1683 is het 83e jaar in de 17e eeuw volgens de christelijke jaartelling.

## Gebeurtenissen
januari
- 1 - Brandenburg krijgt zijn eerste kolonie: Groß-Friedrichsburg aan de Goudkust.
- 6 - Overdracht door de Staten van Zeeland van de kolonie Suriname aan de West-Indische Compagnie.

april
- 1 - De Bourgondiër Humbertus Guilielmus de Precipiano doet zijn intrede als bisschop van Brugge.

mei
- 16 - De piraten Laurens de Graaf en Nicolaes van Hoorn zeilen de stad Veracruz binnen onder Spaanse vlag. De inwoners worden vier dagen lang in de kathedraal opgesloten; de vrouwen en meisjes worden gescheiden. De bezetting van de stad duurt twee weken, ca. tweehonderd gevangenen sterven staande.
- 21 - In Amsterdam wordt de Geoctroyeerde Sociëteit van Suriname opgericht als een particuliere onderneming, gebaseerd op de ideeën van Jean-Baptiste Colbert, met als doel winst te maken op het beheer van de kolonie Suriname.

juni
- 6 - In Oxford opent het Ashmolean Museum, het eerste universiteitsmuseum ter wereld.
- Een enorm Ottomaans leger van 140.000 man belegert Wenen.

september
- 12 - Het Beleg van Wenen wordt gebroken bij aankomst van een strijdmacht van 70.000 Poolse, Oostenrijkse en Duitse troepen onder leiding van de Poolse koning Jan Sobieski.

november
- 1 - De Britse kroonkolonie New York wordt in 12 counties onderverdeeld.
- 15 - De storm van 15 november 1683 kost naar schatting aan 1.200 Nederlandse zeelieden het leven.
- 27 - Cornelis van Aerssen van Sommelsdijck arriveert op het schip St. Pieter in Paramaribo. Namens de Sociëteit van Suriname aanvaardt hij de volgende dag het gouverneurschap van de vrijwel failliete kolonie.
- Franse inname van de steden Kortrijk en Diksmuide.

zonder datum
- Op Mauritius wordt voor het laatst een dodo gezien.

## Bouwkunst

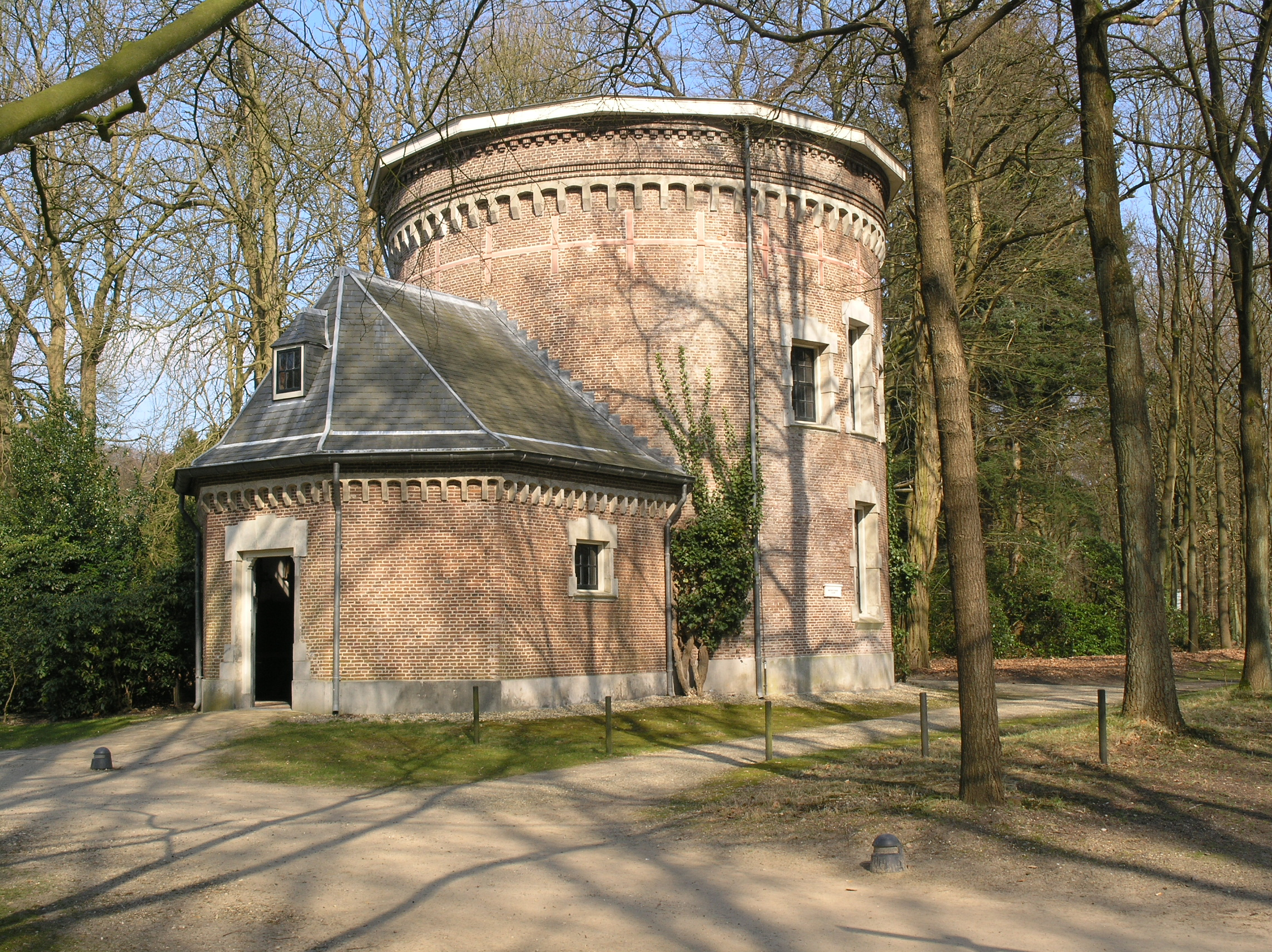
Watertoren (Soestdijk) (1683)

## Geboren
januari
- 13 - Christoph Graupner, Duits barokcomponist (overleden 1760)

februari
- 28 - René-Antoine Ferchault de Réaumur, Frans natuurkundige (overleden 1757)

maart
- 1 - Caroline van Brandenburg-Ansbach, echtgenote van George II van Groot-Brittannië (overleden 1737)
- 13 - John Theophilus Desaguliers, Brits natuurfilosoof (overleden 1744)

april
- 17 - Johann David Heinichen, Duits componist en muziektheoreticus (overleden 1729)

juli
- 3 - Edward Young, Engels dichter (overleden 1765)
- 25 - Pieter Langendijk, Nederlands toneelschrijver en dichter (overleden 1756)

september
- 25 - Jean-Philippe Rameau, Frans componist en muziektheoreticus (overleden 1764)

november
- 10 - Koning George II van Groot-Brittannië (overleden 1760)

december
- 19 - Koning Filips V van Spanje (overleden 1746)

## Overleden
februari
- 18 - Nicolaes Pietersz. Berchem (62), Nederlands kunstschilder

maart
- 19 - Thomas Killigrew (71), Engels toneelschrijver

september
- 12 - Alfons VI van Portugal (40), Portugees koning van 1656 tot 1683

december
- 9 - John Oldham (30), Engels dichter
- 15 - Izaak Walton (90), Engels schrijver
- 25 - Kara Mustafa (49), Ottomaans veldheer